# Hospodářská, sociální a kulturní práva
Hospodářská, sociální a kulturní práva patří do sociálně-ekonomické oblasti lidských práv. Tato práva jsou chráněna v mezinárodních a regionálních lidskoprávních úmluvách. Státy, které tyto úmluvy podepsaly, mají právní povinnost respektovat, chránit a naplňovat hospodářská, sociální a kulturní práva, a očekává se, že přijmout postupné kroky, k jejich naplnění. Tato práva jsou rovněž zařazena do čtvrté hlavy Listiny základních práv a svobod (čl. 26 – 35), která upravuje práva každého člověka v ekonomické sféře, v sociálních vztazích, ve sféře vzdělávací a ve sféře životního prostředí. Tato práva jsou v Listině formulována jen velmi obecně a jejich podrobná úprava je svěřena zákonným a podzákonným předpisům.

## Čtvrtá hlava Listiny základních práv a svobod
Tato skupina práv (čl. 26 – 35) patřila k nejdiskutovanějším při přípravě Listiny základních práv a svobod, neboť vyžadují plnění ze strany státu. Poprvé se tento druh práv vyskytl ve francouzské ústavě z roku 1793.

### Právo hospodářské
Každý má právo na svobodnou volbu povolání a přípravu k němu, jakož i právo podnikat a provozovat jinou hospodářskou činnost (čl. 26 odst.1). Podle čl. 26 odst. 2 Listiny podmínky a omezení pro výkon určitých povolání nebo činností může stanovit pouze zákon. Právo na zaměstnání upravuje odstavec 3. Dle čl. 26 odst. 4 může zákon stanovit pro všechna práva uvedená v čl. 25 odchylnou právní úpravu pro cizince. Tato odchylka však musí být souladu s ústavním pořádkem a mezinárodními smlouvami.

### Koaliční svoboda
Čl. 27 upravuje zvláštní formu práva sdružovat se. Odborové organizace vznikají nezávisle na státu (čl. 27 odst. 2 věta první). Stát tedy nemůže do odborů nikterak zasahovat. Omezovat počet odborových organizací je nepřístupné, stejně jako zvýhodňovat některé z nich v podniku nebo odvětví (čl. 27 odst. 2 věta druhá). Na odborové organizace se nevztahuje princip registrační, ale pouze princip evidenční.

### Právo na stávku
Listina v čl. 27 odst. 4 hovoří o právu na stávku. Toto právo nepřísluší soudcům, příslušníkům ozbrojených sil a příslušníkům bezpečnostních sborů.

### Právo zaměstnanců
Zaměstnanci mají právo na spravedlivou odměnu za práci a právo na uspokojivé pracovní podmínky (čl. 28 věta první). Podle čl. 28 věty druhé jsou podrobnosti realizace uvedených práv stanoveny zákonem (je to zejména zákoník práce).

### Práva žen, mladistvých a osob zdravotně postižených v pracovních vztazích
Čl. 29 Listiny zdůrazňuje ochranu žen, mladistvých a zdravotně postižených, kteří mají právo na zvýšenou ochranu zdraví při práci a právo na zvláštní pracovní podmínky, právo na zvláštní ochranu v pracovních vztazích a právo na pomoc při přípravě k povolání. Podle čl. 29 odst. 3 podrobnosti realizace uvedených práv stanová zákon (zejména zákoník práce, zákon o zaměstnanosti, školský zákon atd.)

### Právo sociálního zabezpečení
Právo na přiměřené hmotné zabezpečení, které je upraveno ve článku 30 Listiny, mají pouze občané ČR, a to ve stáří, při nezpůsobilosti k práci či při ztrátě živitele. Každý (nejen občan) má právo na takovou pomoc, která je nezbytná pro zajištění základních životních podmínek. Podrobnosti o realizaci uvedených práv stanoví zákon (zejména zákony z oblasti sociálního zabezpečení).

### Právo na ochranu zdraví
Podle článku 31 Listiny má každý právo na ochranu zdraví a občané mají na základě veřejného pojištění právo na bezplatnou zdravotní péči a zdravotní pomůcky za podmínek, které stanoví zákon. Základem bezplatné zdravotní péče je systém veřejného pojištění. Zákon upravující práva plynoucí z čl. 31 Listiny nesmí mít diskriminační povahu a podmínky, za nichž je možno tato práva uplatňovat, jím musí být stanoveny tak, aby byl všem občanům zajištěn spravedlivý způsob přístupu ke zdravotní péči přiměřené kvality.

### Ochrana rodičovství, rodiny, dětí mladistvých a těhotných žen
První odstavec článku 32 vytváří legislativní rámec pro právní ochranu rodiny, odstavec dva pak zaručuje zvláštní péči těhotným ženám. Podle třetího odstavce článku 32 mají děti narozené v manželství i mimo ně stejná práva. Článek 32 odst. 4 Listiny garantuje rodičům právo pečovat a vychovávat děti a naopak dětem zajišťuje právo na rodičovskou výchovu a péči. Odstavec pátý zakotvuje právo pečujících rodičů na pomoc státu formou věcných i peněžních dávek nebo jiných zvýhodnění.

### Právo na vzdělání, povinná školní docházka
Každý (nejen občan ČR) má právo na vzdělání (čl. 33 odst. 1 věty první). Školní docházka je povinná po dobu, kterou stanoví zákon (čl. 33 odst. 1 věta druhá). Podle čl. 33 odst. 2 mají občané ČR právo na bezplatné vzdělání v základních a středních školách. Přestože se v ustanovení hovoří i o bezplatném vzdělání na vysokých školách, nejde zde již o právo nepodmíněné povahy, neboť je naopak podmiňováno vedle schopností občana také možnostmi společnosti. Zřizovat jiné školy než státní a vyučovat na nich lze jen za podmínek stanovených zákonem; na takových školách se může vzdělání poskytovat za úplatu (čl. 33 odst. 3). Zákonem lze stanovit podmínky, za kterých stát poskytuje občanům při studiu pomoc (čl. 33 odst. 4).

### Právo k výsledkům tvůrčí duševní činnosti
Práva k výsledkům tvůrčí duševní činnosti jsou chráněna zákonem (např. občanským zákoníkem a autorským zákonem) a jsou chráněna každé fyzické osobě (čl. 34 odst. 1).

### Právo přístupu ke kulturnímu bohatství
Podle čl. 34 odst. 2 je právo přístupu ke kulturnímu bohatství zaručeno za podmínek stanovených zákonem a je zaručeno každé fyzické osobě.

### Ekologická práva
Článek 35 upravuje ekologickou problematiku (formuluje ekologická práva). V prvním odstavci je zakotveno právo na příznivé životní prostředí, které platí pro každou fyzickou osobu. Podle čl. 35 odst. 2 má každý právo na včasné a úplné informace o stavu životního prostředí a přírodních zdrojů. Článek 35 odst. 3 se týká se ohledu na životní prostředí. Ačkoliv přírodní prostředí ničí celá plejáda subjektů (vyjma státu i fyzické a právnické osoby, nadnárodní společnosti atd.), právě stát má na starost naplňování i ochranu práva na příznivé životní prostředí pro každého. Činí tak skrze rozličné regulace, omezení hospodářské činnosti atd.

## Mezinárodní pakt o hospodářských, sociálních a kulturních právech
Mezinárodní pakt o hospodářských, sociálních a kulturních právech (International Covenant on Economic, Social and Cultural Rights) je dokumentem, který stanoví práva ve všech sférách lidského života. První části této smlouvy byly vytvořeny v roce 1947. Finální verzi schválila v roce 1954 Komise Organizace spojených národů (OSN) pro lidská práva. 12 let se Valného shromáždění OSN zabývalo každou oblastí tohoto dokumentu. Byl přijat Valným shromážděním OSN dne 16. prosince 1966 v New Yorku jako součást mezinárodní úmluvy o lidských právech. Pakt je platný od 3. ledna 1976. Pro Československou socialistickou republiku vstoupil pakt v platnost dne 23. března 1976 a v plném znění byl zveřejněn ve sbírce zákonů pod č. 120/1976 Sb.
Tento dokument začíná preambulí, ve které jsou zahrnuty důvody smlouvy. V prvním části je charakterizováno právo všech národů na nezávislost ve sféře politické, ekonomické, kulturní a sociální. V další části se vykytuje seznam práv menšin národnostních, sexuálních, rasových, náboženských a dalších obyvatel různých kultur žijících v zemi v rámci tohoto paktu. Třetí část se věnuje pracovnímu právu, ochraně zdraví (fyzického i psychického), právu na vzdělání (všeobecné, povinné a bezplatné) a podílení se na kulturní sféře života.